# Тонбридж-энд-Моллинг
Тонбридж-энд-Моллинг (англ. Tonbridge and Malling) — неметрополитенский район (англ. non-metropolitan district) со статусом боро в графстве Кент (Англия). Административный центр — город Уэст-Моллинг.

## География
Район расположен в западной части графства Кент.

## История
Район был образован 1 апреля 1974 года в результате объединения городского района (англ. Urban district) Тонбридж, сельского района (англ. Rural District) Моллинг и общин Хадлоу, Хилденборо из сельского района Тонбридж.

## Состав
В состав района входят 3 города:
- Снодленд
- Тонбридж
- Уэст-Моллинг

и 25 общин (англ. civil parish).

## Известные уроженцы
- Катерина Кро — английская писательница.